# لامار ووكر
لامار ووكر (بالإنجليزية: Lamar Walker) هو لاعب كرة قدم جامايكي في مركز الوسط، ولد في 5 ديسمبر 1999 في سبانيش تاون في جامايكا يلعب في نادي مجد. شارك مع منتخب جامايكا لكرة القدم. أما مع النوادي، فقد لعب مع نادي بورتمور يونايتد ونادي الذيد ونادي مجد.

## وصلات خارجية
- لامار ووكر على موقع قاعدة بيانات كرة القدم.إي يو (الإنجليزية)
- لامار ووكر على موقع ناشيونال فوتبول تيمز (الإنجليزية)
- لامار ووكر على موقع Soccerway.com (الإنجليزية)
- لامار ووكر على موقع عالم كرة القدم.نت (الإنجليزية)